# Maverick Viñales

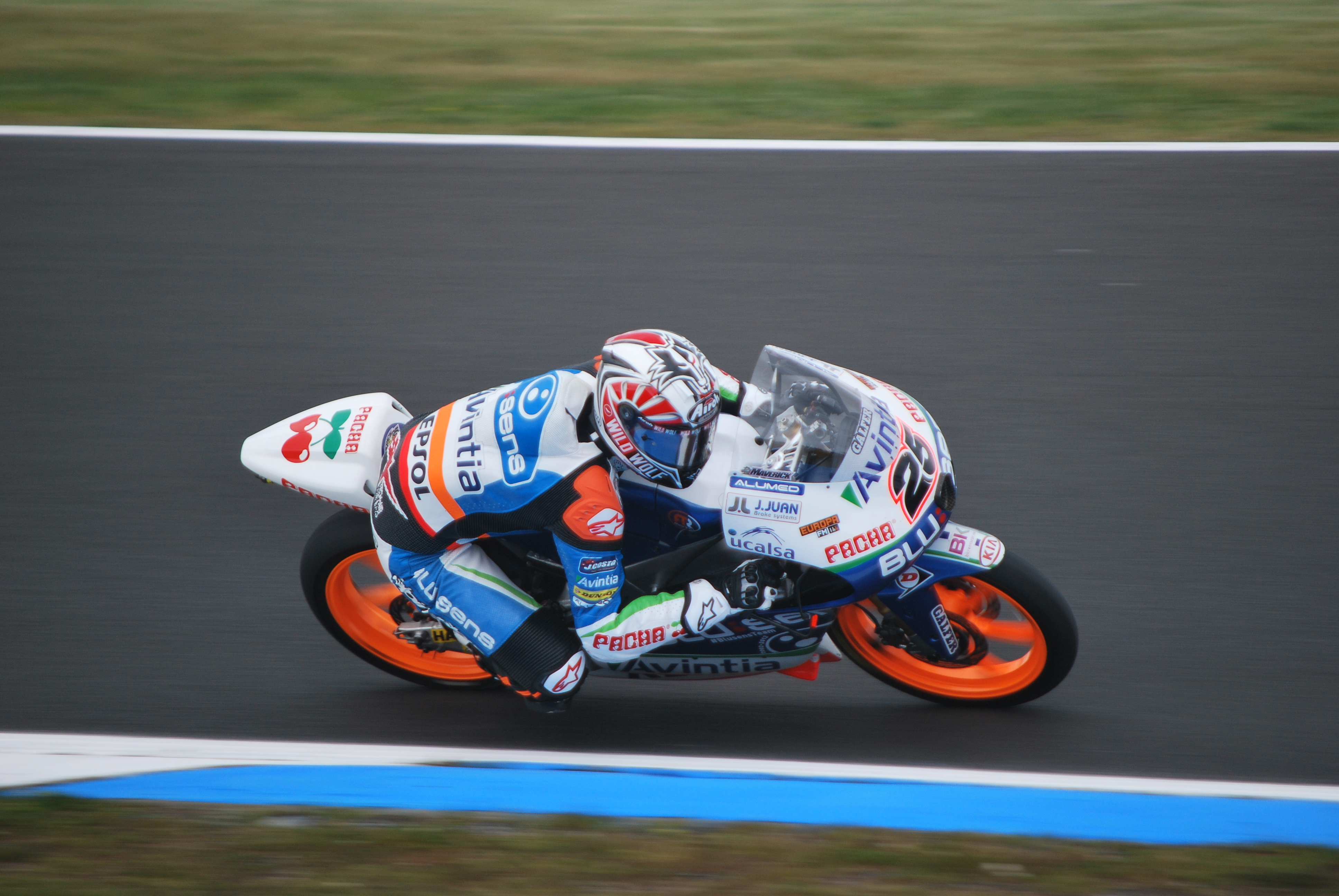
Maverick Viñales 2012 auf FTR-Honda

Maverick Viñales Ruiz (* 12. Januar 1995 in Figueres) ist ein spanischer Motorradrennfahrer, der aktuell für Red Bull KTM Tech3 in der MotoGP-Klasse der Motorrad-Weltmeisterschaft an den Start geht. Zuvor fuhr er dreieinhalb Saisons für Aprilia Racing. 2013 gewann er den Titel in der Moto3-Klasse, was seinen bis dato größten Erfolg in der Motorrad-Weltmeisterschaft darstellt.

## Karriere

### Anfänge
Viñales begann seine Motorsportkarriere im Alter von drei Jahren. Nachdem er unter anderem auch Motocross gefahren war, fokussierte er sich ab 2002 auf den Straßenmotorradsport. 2007 und 2008 gewann er die katalanische Meisterschaft. 2008 entschied er außerdem die Mediterranean Trophy für sich. 2009 wechselte Viñales in die 125-cm³-Klasse der nationalen spanischen Meisterschaft. Nachdem er in seiner ersten Saison Vizemeister geworden war, gewann er 2010 die Meisterschaft. Außerdem wurde er 2010 Motorrad-Europameister in der 125-cm³-Klasse.

### 125-cm³-Weltmeisterschaft
Bereits 2009 absolvierte Viñales erste Testfahrten in der 125-cm³-Klasse der Motorrad-Weltmeisterschaft.
2011 wechselte Viñales in die Motorrad-Weltmeisterschaft und trat für Blusens by Paris Hilton Racing in der 125-cm³-Klasse auf einer Aprilia an. Sein Teamkollege war Sergio Gadea. Bereits bei Testfahrten vor der Saison erzielte er einmal die zweitschnellste Zeit. Sein Debütrennen in Katar beendete er als Neunter unter den ersten zehn Piloten. Bei seinem vierten Rennen, dem Großen Preis von Frankreich in Le Mans, erzielte er im Alter von 16 Jahren seinen ersten Weltmeisterschaftssieg. Dabei setzte er sich gegen seinen Landsmann Nicolás Terol, der die drei Rennen zuvor gewonnen hatte, durch. Die beiden Rennfahrer lieferten sich im Rennen ein Duell über mehrere Runden, das Viñales erst in der letzten Kurve für sich entschied. Drei Rennen später bei der Dutch TT in Assen wiederholte er diesen Erfolg bei einem Grand Prix, der wegen Regens vorzeitig abgebrochen wurde. Beim Lauf von Japan in Motegi arbeiteten Viñales Mechaniker vor dem Start zur Einführungsrunde zu lange an dessen Motorrad, weshalb er vom 33. und letzten Startplatz ins Rennen gehen musste. In diesem Rennen machte er 29 Plätze gut und wurde Vierter. Er beendete die Saison mit Siegen in Sepang und Valencia, wurde Dritter der Gesamtwertung und damit bester Neueinsteiger (Rookie of the Year) in dieser Klasse.

### Moto3-Klasse
Die Saison 2012 startete zunächst gut für Viñales. Nachdem Terol und Vizeweltmeister Johann Zarco in die Moto2 aufgestiegen waren, galt er als Hauptfavorit für den Titel, als härteste Rivalen wurden Sandro Cortese und Luis Salom genannt. Beim Auftakt in Katar gewann Viñales vor Newcomer Romano Fenati, Cortese wurde Dritter und Salom Vierter. Beim Großen Preis von Spanien allerdings wurde Viñales nur Sechster, während Fenati gewann und die WM-Führung übernahm. Im nächsten Rennen, dem Großen Preis von Portugal, musste dieser allerdings frühzeitig aufgeben, während Viñales bis zum Ziel mit Cortese um den Sieg kämpfte, sich schlussendlich allerdings gegen ihn nur um wenige Hundertstel geschlagen geben musste. Nun lag Viñales zwar wieder zehn Punkte vor Fenati, dafür allerdings zwei Punkte hinter dem neuen Führenden Sandro Cortese. Auch beim nächsten Rennen, dem Großen Preis von Frankreich, verlor er zehn Punkte auf den Schwaben, da er frühzeitig ausschied (auch Salom und Fenati stürzten), während Cortese Sechster wurde. Danach wendete sich allerdings vorerst das Blatt: Viñales gewann die nächsten drei Rennen und hatte vor dem Großen Preis von Deutschland sieben Punkte Vorsprung auf Cortese. Dort wiederum siegte allerdings Cortese, während Viñales nur Platz 18 belegte und nun 18 Punkte hinter Sandro Cortese lag. Beim Großen Preis von Italien wiederum halbierte Viñales durch einen Sieg diesen Rückstand. Es schien so, als würde es ein WM-Kampf bis zur letzten Sekunde bleiben. Das änderte sich in Indianapolis: Dort wurde Cortese Zweiter, während Viñales stürzte und nun 29 Punkte Rückstand hatte. Auch in den nächsten beiden Rennen, bei denen er Vierter und Fünfter wurde, verlor er auf den Deutschen 17 Punkte und nachdem er den Großen Preis von Aragonien wegen eines Unfalls im Training ausgelassen hatte, verlor er sogar den zweiten Gesamtrang an Luis Salom, der das Rennen gewonnen hatte. Beim Großen Preis von Japan wurde Viñales immerhin wieder Zweiter hinter Danny Kent und verhinderte dadurch den vorzeitigen Titelgewinn von Cortese, der nur Sechster geworden war (und er kämpfte sich wieder an Salom vorbei, der nicht ins Ziel gekommen war). Somit hatte er mit 56 Punkten Rückstand drei Rennen vor Schluss noch eine theoretische Titelchance. Beim Großen Preis von Malaysia verlor er diese allerdings endgültig, da er das Rennen aufgrund von Problemen mit seinem Team ausließ (und es sogar kurzzeitig verließ), sodass Cortese das Rennen und den Titel gewann und sich Salom auch wieder auf den zweiten Platz vorkämpfte. In den letzten beiden Rennen kehrte er noch einmal zu seinem Team zurück und wurde erneut WM-Dritter.
In der Saison 2013, in der er zum Rennstall Team Calvo gewechselt war, kämpfte Viñales erneut um den Titel, diesmal mit seinen Landsmännern Luis Salom und Álex Rins. Er gewann in die ersten Saisonhälfte die Rennen in Spanien und Frankreich, bei den Großen Preisen von San Marino, Katalonien und Australien führte Viñales lange Zeit, wurde aber jedes Mal in der letzten Runde von Rins überholt. Somit hatte er zwei Rennen vor Schluss 22 Punkte Rückstand auf Salom, womit seine Titelchancen erloschen schienen. Dann allerdings wurde er beim Großen Preis von Japan Zweiter hinter Álex Márquez, während Salom und Rins beide stürzten und die Punkte verfehlten, somit trennten ihm vor dem Großen Preis von Valencia noch zwei Punkte von Salom. Dieser führte zwar zunächst, allerdings stürzte er nach ein paar Runden und somit war der Titel für ihn futsch. Nun lag der Kampf zwischen Rins und Viñales. Letzterer gewann am Ende das Rennen und den Titel vor Jonas Folger und Rins. Des Weiteren schloss er jedes Rennen in diesem Jahr in den Top 5 ab.

### Moto2-Klasse
Zur Saison 2014 stieg Viñales zusammen mit Salom in die Moto2 zum Pons HP 40 auf, die in der vergangenen Saison mit Pol Espargaró Weltmeister wurden, in die Moto2-Klasse. Bereits das zweite Rennen in Austin gewann er und beendete die Saison nach drei weiteren Saisonsiegen in Aragon, Philip Island und Sepang und mehreren Podestplätzen auf Rang drei hinter Esteve Rabat und Mika Kallio. Weiters wurde er wieder Rookie of the Year.

### MotoGP-Klasse
Bereits nach einer Saison in der Moto2-Kategorie wechselte Viñales ins Suzuki-Werksteam Team Suzuki Ecstar MotoGP, das zur Saison 2015 in die MotoGP-Klasse zurückkehrte, und wurde Teamkollege von Aleix Espargaró. In dieser Saison fuhr er mehrere Platzierungen unter den besten zehn ein und wurde Zwölfter in der Gesamtwertung, knapp hinter Espargaró.
2016 war Viñales mit Suzuki deutlich konkurrenzfähiger und bereits im zweiten Rennen, dem Großen Preis von Argentinien, auf dem Weg zu einem Podestplatz, als er in der letzten Rennrunde stürzte und ausfiel. Beim Frankreich-Grand-Prix in Le Mans feierte er hinter Jorge Lorenzo und Valentino Rossi sein erstes Podium in der MotoGP-Klasse. Beim Großen Preis von Großbritannien in Silverstone fuhr Viñales durch einen Start-Ziel-Sieg seinen ersten Sieg in der Königsklasse ein. Er beendete die Saison als Vierter der Gesamtwertung.
Zur Saison 2017 wechselte Viñales zum Yamaha-Werksteam Movistar Yamaha MotoGP und wurde Teamkollege von Valentino Rossi. Er nahm dort den Platz von Jorge Lorenzo, der zu Ducati gewechselt war. Viñales startete furios, war in drei der ersten fünf Rennen siegreich und beendete die Saison als WM-Dritter hinter Marc Márquez (Honda) und Andrea Dovizioso (Ducati).
2018 stand Viñales meist im Schatten seines konstanteren Teamkollegen Rossi. Dennoch gewann er im Gegensatz zu Rossi immerhin ein Rennen – den Großen Preis von Australien. In der Gesamtwertung wurde er mit fünf Zählern Rückstand auf Rossi Vierter. In der Saison 2019 gewann Viñales die Dutch TT sowie den Großen Preis von Malaysia und wurde WM-Dritter. In der durch die COVID-19-Pandemie verkürzten Saison 2020 siegte Viñales beim Großen Preis der Emilia-Romagna nach einem Sturz des lange führenden Francesco Bagnaia. Weiterhin erreichte er zwei weitere Podestplätze und war in einige Stürze wie u. a. beim Großen Preis der Steiermark verwickelt. Die Weltmeisterschaft schloss Viñales als Sechster ab, was das bis dato zweitschlechteste Ergebnis seiner MotoGP-Karriere bedeutete.
Zur Saison 2021 erhielt Viñales mit dem Franzosen Fabio Quartararo, der im Vorjahr für das Satellitenteam Petronas SRT Yamaha angetreten war, einen neuen Teamkollegen. Viñales siegte beim Eröffnungsrennen, dem Großen Preis von Katar auf dem Losail International Circuit. Bei eine Woche später an selber Stelle stattfindenden Großen Preis von Doha wurde er Fünfter, während Quartararo siegte, und verlor die WM-Führung an Johann Zarco. Die Ergebnisse in den folgenden Rennen waren enttäuschend: während Teamkollege Quartararo starke Leistungen zeigte und zum Titelfavoriten wurde, gipfelten Viñales’ Misserfolge beim Großen Preis von Deutschland, wo er sich als 21. qualifizierte und Letzter wurde. Bei der darauffolgenden Dutch TT lief es wieder besser, er qualifizierte sich auf der Pole-Position und wurde Zweiter hinter Teamkollege Quartararo. Am darauffolgenden Tag, dem 28. Juni 2021, gab Viñales bekannt, dass er seinen Vertrag mit Yamaha gekündigt hatte und das Werksteam nach der Saison 2021 vorzeitig in Richtung Aprilia verlassen würde. Vor dem Großen Preis von Österreich am 15. August auf dem Red Bull Ring zog Yamaha Viñales’ Start zurück und begründete dies mit Telemetriedaten, die „unerklärliche Unregelmäßigkeiten beim Betrieb des Motorrads“ während des Großen Preises der Steiermark am Wochenende zuvor gezeigt hatten. Diese Unregelmäßigkeiten führten zu seiner Suspendierung durch das Team, da man davon ausging, dass Viñales mit seinen Aktionen möglicherweise den Motor beschädigt und damit sich und andere Fahrer in ernsthafte Gefahr gebracht haben könnte.
Viñales wechselte daraufhin noch während der Saison zu Aprilia und gab beim Großen Preis von Aragonien im Motorland Aragón sein Debüt. Er ersetze Lorenzo Savadori, der dem Team als Testfahrer erhalten blieb. Sein neuer Teamkollege war wie schon bei Suzuki Aleix Espargaró. Viñales beendete die Saison mit 106 Punkten auf Platz zehn der Gesamtwertung.
2022 erzielte Viñales bei der Dutch TT mit einem dritten Platz sein erstes Podium für Aprilia. Es folgten weitere Podestplätze in Großbritannien und San Marino. Er beendete die Saison auf Platz elf mit 122 Punkten. Im Zuge des Großen Preises von Italien verkündete Aprilia seine Vertragsverlängerung um weiter zwei Jahre.
In der Saison 2023 schaffte es Viñales, den Abstand zu seinem Teamkollegen Espargaró zu verkleinern. Beim Saisonauftakt in Portugal stand er als Zweiter auf dem Podium; bis zur Saisonmitte standen allerdings auch bereits vier Ausfälle zur Buche. Beim Grand Prix von Katalonien erreichte er hinter Espargaró Rang zwei und machte damit einen Aprilia-Doppelsieg perfekt. Im Endklassement der WM wurde Viñales Siebter mit zwei Punkten Rückstand auf Espargaró.
2024 holte Viñales beim Grand Prix of The Americas seinen ersten Sieg für Aprilia und errang zusätzlich die Pole-Position sowie den Sieg im Sprintrennen. Er ist damit der einzige Fahrer in der MotoGP-Ära der Grand-Prix-Siege auf drei verschiedenen Fabrikaten (Suzuki, Yamaha, Aprilia) einfuhr. Es war zudem der einzige Sieg eines Nicht-Ducati-Piloten in der Saison 2024. Viñales beendete die Saison mit 190 Punkten auf Platz sieben und schlug seinen Teamkollegen deutlich. Bereits im Juni wurde von Tech 3 verkündet, dass Viñales ab der Saison 2025 für KTM Tech 3 an der Seite von Enea Bastianini fahren wird.
Zur Saison 2025 wechselte Maverick Viñales zu KTM, wo er auf einer werksgleichen RC16 startet. KTM ist der vierte Hersteller, für den Viñales in der MotoGP-Klasse antritt.

## Persönliches
Viñales verdankt seinen Vornamen Pete „Maverick“ Mitchell, dem von Tom Cruise gespielten Titelhelden des Actionfilms Top Gun – Sie fürchten weder Tod noch Teufel. Sein Cousin, Isaac Viñales ist ebenfalls Motorradrennfahrer und fährt seit 2019 in der Supersport-Weltmeisterschaft. Ein weiterer Cousin war Dean Berta Viñales (2006–2021), welcher 2021 im Viñales Racing Team (welches Mavericks Vater Ángel gehört) in der Supersport-300-Weltmeisterschaft antrat.

## Statistik

### Erfolge
- 2010 – Spanischer 125-cm³-Meister auf Aprilia
- 2010 – 125-cm³-Europameister auf Aprilia
- 2011 – Michel-Metraux-Trophäe für den besten 125-cm³-Fahrer
- 2013 – Moto3-Weltmeister auf KTM
- 2014 – Moto2-Rookie of the Year auf Kalex
- 2015 – MotoGP-Rookie of the Year auf Suzuki
- 26 Grand Prix-Siege

### In der Motorrad-Weltmeisterschaft
(Stand: Großer Preis von Österreich, 17. August 2025)
| Saison | Klasse  | Team                         | Motorrad  | Rennen | Rennen | Siege | Siege | Zweiter | Zweiter | Dritter | Dritter | Poles | Poles | Schn. Runden | Schn. Runden | Punkte | Punkte | Ergebnis    |
| ------ | ------- | ---------------------------- | --------- | ------ | ------ | ----- | ----- | ------- | ------- | ------- | ------- | ----- | ----- | ------------ | ------------ | ------ | ------ | ----------- |
| 2011   | 125 cm³ | Esponsorama Racing           | Aprilia   | 17     | 17     | 4     | 4     | 2       | 2       | 3       | 3       | 3     | 3     | 3            | 3            | 248    | 248    | 3.          |
| 2012   | Moto3   | Esponsorama Racing           | FTR-Honda | 15     | 15     | 5     | 5     | 2       | 2       | –       | –       | 5     | 5     | 1            | 1            | 207    | 207    | 3.          |
| 2013   | Moto3   | Team Calvo                   | KTM       | 17     | 17     | 3     | 3     | 8       | 8       | 4       | 4       | 2     | 2     | 3            | 3            | 323    | 323    | Weltmeister |
| 2014   | Moto2   | Paginas Amarillas Pons HP 40 | Kalex     | 18     | 18     | 4     | 4     | 4       | 4       | 1       | 1       | 1     | 1     | 5            | 5            | 274    | 274    | 3.          |
| 2015   | MotoGP  | Team Suzuki Ecstar MotoGP    | Suzuki    | 18     | 18     | –     | –     | –       | –       | –       | –       | –     | –     | –            | –            | 97     | 97     | 12.         |
| 2016   | MotoGP  | Team Suzuki Ecstar MotoGP    | Suzuki    | 18     | 18     | 1     | 1     | –       | –       | 3       | 3       | –     | –     | 2            | 2            | 202    | 202    | 4.          |
| 2017   | MotoGP  | Movistar Yamaha MotoGP       | Yamaha    | 18     | 18     | 3     | 3     | 2       | 2       | 2       | 2       | 5     | 5     | 4            | 4            | 230    | 230    | 3.          |
| 2018   | MotoGP  | Movistar Yamaha MotoGP       | Yamaha    | 18     | 18     | 1     | 1     | 1       | 1       | 3       | 3       | 1     | 1     | 2            | 2            | 193    | 193    | 4.          |
| 2019   | MotoGP  | Monster Energy Yamaha MotoGP | Yamaha    | 19     | 19     | 2     | 2     | 1       | 1       | 4       | 4       | 3     | 3     | 1            | 1            | 211    | 211    | 3.          |
| 2020   | MotoGP  | Monster Energy Yamaha MotoGP | Yamaha    | 14     | 14     | 1     | 1     | 2       | 2       | –       | –       | 3     | 3     | –            | –            | 132    | 132    | 6.          |
| 2021   | MotoGP  | Monster Energy Yamaha MotoGP | Yamaha    | 10     | 15     | 1     | 1     | 1       | 1       | –       | –       | 1     | 1     | 1            | 1            | 95     | 106    | 10.         |
| 2021   | MotoGP  | Aprilia Racing Team Gresini  | Aprilia   | 5      | 15     | –     | 1     | –       | 1       | –       | –       | –     | 1     | –            | 1            | 11     | 106    | 10.         |
| 2022   | MotoGP  | Aprilia Racing               | Aprilia   | 20     | 20     | –     | –     | 1       | 1       | 2       | 2       | –     | –     | –            | –            | 122    | 122    | 11.         |
| 2023   | MotoGP  | Aprilia Racing               | Aprilia   | 20     | 20     | –     | –     | 3       | 3       | –       | –       | 1     | 1     | 1            | 1            | 204    | 204    | 7.          |
| 2024   | MotoGP  | Aprilia Racing               | Aprilia   | 20     | 20     | 1     | 1     | –       | –       | –       | –       | 1     | 1     | 1            | 1            | 190    | 190    | 7.          |
| 2025   | MotoGP  | Red Bull KTM Tech3           | KTM       | 10     | 10     | –     | –     | –       | –       | –       | –       | –     | –     | –            | –            | 69     | 69     | 13.         |
| Gesamt | Gesamt  | Gesamt                       | Gesamt    | 257    | 257    | 26    | 26    | 27      | 27      | 22      | 22      | 26    | 26    | 24           | 24           | 2808   | 2808   | 1 WM-Titel  |

Grand-Prix-Siege
| Saison | Klasse  | Rennen                                                      |
| ------ | ------- | ----------------------------------------------------------- |
| 2011   | 125 cm³ | Frankreich Niederlande Malaysia Valencia                    |
| 2012   | Moto3   | Katar Katalonien Vereinigtes Konigreich Niederlande Italien |
| 2013   | Moto3   | Spanien Frankreich Valencia                                 |
| 2014   | Moto2   | USA-Texas Aragonien Australien Malaysia                     |
| 2016   | MotoGP  | Vereinigtes Konigreich                                      |
| 2017   | MotoGP  | Katar Argentinien Frankreich                                |
| 2018   | MotoGP  | Australien                                                  |
| 2019   | MotoGP  | Niederlande Malaysia                                        |
| 2020   | MotoGP  | Emilia-Romagna                                              |
| 2021   | MotoGP  | Katar                                                       |
| 2024   | MotoGP  | USA-Texas                                                   |

Einzelergebnisse
| Saison | 1        | 2           | 3           | 4          | 5          | 6                      | 7                      | 8              | 9                  | 10                     | 11          | 12                     | 13         | 14             | 15         | 16             | 17         | 18             | 19         | 20       | 21       | 22       |
| ------ | -------- | ----------- | ----------- | ---------- | ---------- | ---------------------- | ---------------------- | -------------- | ------------------ | ---------------------- | ----------- | ---------------------- | ---------- | -------------- | ---------- | -------------- | ---------- | -------------- | ---------- | -------- | -------- | -------- |
| 2011   | Katar    | Spanien     | Portugal    | Frankreich | Katalonien | Vereinigtes Konigreich | Niederlande            | Italien        | Deutschland        | Vereinigte Staaten     | Tschechien  |                        | San Marino | Aragonien      | Japan      | Australien     | Malaysia   | \|\| \|\|      |            |          |          |          |
| 2011   | 9        | DNF         | 4           | 1          | 2          | DNF                    | 1                      | 3              | 3                  | [ # 1 ]                | 6           | 2                      | 7          | 3              | 4          | 8              | 1          | 1              |            |          |          |          |
| 2012   | Katar    | Spanien     | Portugal    | Frankreich | Katalonien | Vereinigtes Konigreich | Niederlande            | Deutschland    | Italien            | Vereinigte Staaten     |             | Tschechien             | San Marino | Aragonien      | Japan      | Malaysia       | Australien | \|\| \|\|      |            |          |          |          |
| 2012   | 1        | 6           | 2           | DNF        | 1          | 1                      | 1                      | 17             | 1                  | [ # 2 ]                | DNF         | 4                      | 5          | DNS            | 2          | DNA            | DNF        | 8              |            |          |          |          |
| 2013   | Katar    | USA-Texas   | Spanien     | Frankreich | Italien    | Katalonien             | Niederlande            | Deutschland    | Vereinigte Staaten |                        | Tschechien  | Vereinigtes Konigreich | San Marino | Aragonien      | Malaysia   | Australien     | Japan      | \|\| \|\|      |            |          |          |          |
| 2013   | 2        | 2           | 1           | 1          | 3          | 3                      | 2                      | 3              | [ # 2 ]            | 3                      | 2           | 4                      | 2          | 2              | 5          | 2              | 2          | 1              |            |          |          |          |
| 2014   | Katar    | USA-Texas   | Argentinien | Spanien    | Frankreich | Italien                | Katalonien             | Niederlande    | Deutschland        |                        | Tschechien  | Vereinigtes Konigreich | San Marino | Aragonien      | Japan      | Australien     | Malaysia   | \|\| \|\|      |            |          |          |          |
| 2014   | 4        | 1           | DNF         | 5          | 4          | 9                      | 2                      | 2              | 5                  | 2                      | 6           | 3                      | 4          | 1              | 2          | 1              | 1          | DNF            |            |          |          |          |
| 2015   | Katar    | USA-Texas   | Argentinien | Spanien    | Frankreich | Italien                | Katalonien             | Niederlande    | Deutschland        |                        | Tschechien  | Vereinigtes Konigreich | San Marino | Aragonien      | Japan      | Australien     | Malaysia   | \|\| \|\|      |            |          |          |          |
| 2015   | 14       | 9           | 10          | 11         | 9          | 7                      | 6                      | 10             | 11                 | 11                     | DNF         | 11                     | 14         | 11             | DNF        | 6              | 8          | 11             |            |          |          |          |
| 2016   | Katar    | Argentinien | USA-Texas   | Spanien    | Frankreich | Italien                | Katalonien             | Niederlande    | Deutschland        | Osterreich             | Tschechien  | Vereinigtes Konigreich | San Marino | Aragonien      | Japan      | Australien     | Malaysia   | \|\| \|\|      |            |          |          |          |
| 2016   | 6        | DNF         | 4           | 6          | 3          | 6                      | 4                      | 9              | 12                 | 6                      | 9           | 1                      | 5          | 4              | 3          | 3              | 6          | 5              |            |          |          |          |
| 2017   | Katar    | Argentinien | USA-Texas   | Spanien    | Frankreich | Italien                | Katalonien             | Niederlande    | Deutschland        | Tschechien             | Osterreich  | Vereinigtes Konigreich | San Marino | Aragonien      | Japan      | Australien     | Malaysia   | \|\| \|\| \|\| |            |          |          |          |
| 2017   | 1        | 1           | DNF         | 6          | 1          | 2                      | 10                     | DNF            | 4                  | 3                      | 6           | 2                      | 4          | 4              | 9          | 3              | 9          | 12             |            |          |          |          |
| 2018   | Katar    | Argentinien | USA-Texas   | Spanien    | Frankreich | Italien                | Katalonien             | Niederlande    | Deutschland        | Tschechien             | Osterreich  | Vereinigtes Konigreich | San Marino | Aragonien      | Thailand   | Japan          | Australien | Malaysia       | \|\| \|\|  |          |          |          |
| 2018   | 6        | 5           | 2           | 7          | 7          | 8                      | 6                      | 3              | 3                  | DNF                    | 12          | C                      | 5          | 10             | 3          | 7              | 1          | 4              | DNF        |          |          |          |
| 2019   | Katar    | Argentinien | USA-Texas   | Spanien    | Frankreich | Italien                | Katalonien             | Niederlande    | Deutschland        | Tschechien             | Osterreich  | Vereinigtes Konigreich | San Marino | Aragonien      | Thailand   | Japan          | Australien | Malaysia       | \|\| \|\|  |          |          |          |
| 2019   | 7        | DNF         | 11          | 3          | DNF        | 6                      | DNF                    | 1              | 2                  | 10                     | 5           | 3                      | 3          | 4              | 3          | 4              | DNF        | 1              | 6          |          |          |          |
| 2020   | Katar    | Spanien     | Andalusien  | Tschechien | Osterreich | Steiermark             | San Marino             | Emilia-Romagna | Katalonien         | Frankreich             | Aragonien   |                        | Europa     | Valencia       | \|\| \|\|  |                |            |                |            |          |          |          |
| 2020   | C        | 2           | 2           | 14         | 10         | DNF                    | 6                      | 1              | 9                  | 10                     | 4           | 7                      | 13         | 10             | 11         |                |            |                |            |          |          |          |
| 2021   | Katar    | Katar       | Portugal    | Spanien    | Frankreich | Italien                | Katalonien             | Deutschland    | Niederlande        | Steiermark             | Osterreich  | Vereinigtes Konigreich | Aragonien  | San Marino     | USA-Texas  | Emilia-Romagna | Portugal   | \|\| \|\| \|\| |            |          |          |          |
| 2021   | 1        | 5           | 11          | 7          | 10         | 8                      | 5                      | 19             | 2                  | NC                     |             |                        | 18         | 13             |            | 8              | 16         | 16             |            |          |          |          |
| 2022   | Katar    | Indonesien  | Argentinien | USA-Texas  | Portugal   | Spanien                | Frankreich             | Italien        | Katalonien         | Deutschland            | Niederlande | Vereinigtes Konigreich | Osterreich | San Marino     | Aragonien  | Japan          | Thailand   | Australien     | Malaysia   | \|\|     |          |          |
| 2022   | 12       | 16          | 7           | 10         | 10         | 14                     | 10                     | 12             | 7                  | DNF                    | 3           | 2                      | 13         | 3              | 13         | 7              | 7          | 17             | 16         | DNF      |          |          |
| 2023   | Portugal | Argentinien | USA-Texas   | Spanien    | Frankreich | Italien                | Deutschland            | Niederlande    | Kasachstan         | Vereinigtes Konigreich | Osterreich  | Katalonien             | San Marino | Indien         | Japan      | Indonesien     | Australien | Thailand       | Malaysia   | Katar    | Valencia |          |
| 2023   | 25       | 127         | 4           | DNF7       | DNF9       | 12                     | DNF                    | DNF7           | C                  | 53                     | 68          | 23                     | 56         | 8              | 199        | 24             | 11         | DNF            | 11         | 46       | 104      |          |
| 2024   | Katar    | Portugal    | USA-Texas   | Spanien    | Frankreich | Katalonien             | Italien                | Niederlande    | Deutschland        | Vereinigtes Konigreich | Osterreich  | Aragonien              | San Marino | Emilia-Romagna | Indonesien | Japan          | Australien | Thailand       | Malaysia   | \|\|     |          |          |
| 2024   | 109      | DNF1        | 1           | 9          | 53         | 128                    | 85                     | 53             | 127                | 138                    | 7           | DNF                    | 16         | 6              | 67         | DNF9           | 8          | 7              | 7          | 15       |          |          |
| 2025   | Thailand | Argentinien | USA-Texas   | Katar      | Spanien    | Frankreich             | Vereinigtes Konigreich | Aragonien      | Italien            | Niederlande            | Deutschland | Tschechien             | Osterreich | Ungarn         | Katalonien | San Marino     | Japan      | Indonesien     | Australien | Malaysia | Portugal | Valencia |
| 2025   | 16       | 12          | 14          | 14         | 47         | 5                      | 11                     | 187            | DNF4               | 56                     | DNS         | INJ                    | DNS        |                |            |                |            |                |            |          |          |          |

| Legende  | Legende            | Legende                                                          |
| Farbe    | Abkürzung          | Bedeutung                                                        |
| -------- | ------------------ | ---------------------------------------------------------------- |
| Gold     | –                  | Sieg                                                             |
| Silber   | –                  | 2. Platz                                                         |
| Bronze   | –                  | 3. Platz                                                         |
| Grün     | –                  | Platzierung in den Punkten                                       |
| Blau     | –                  | Klassifiziert außerhalb der Punkteränge                          |
| Violett  | DNF                | Rennen nicht beendet (did not finish)                            |
| Violett  | NC                 | nicht klassifiziert (not classified)                             |
| Rot      | DNQ                | nicht qualifiziert (did not qualify)                             |
| Rot      | DNPQ               | in Vorqualifikation gescheitert (did not pre-qualify)            |
| Schwarz  | DSQ                | disqualifiziert (disqualified)                                   |
| Weiß     | DNS                | nicht am Start (did not start)                                   |
| Weiß     | WD                 | zurückgezogen (withdrawn)                                        |
| Hellblau | PO                 | nur am Training teilgenommen (practiced only)                    |
| Hellblau | TD                 | Freitags-Testfahrer (test driver)                                |
| ohne     | DNP                | nicht am Training teilgenommen (did not practice)                |
| ohne     | INJ                | verletzt oder krank (injured)                                    |
| ohne     | EX                 | ausgeschlossen (excluded)                                        |
| ohne     | DNA                | nicht erschienen (did not arrive)                                |
| ohne     | C                  | Rennen abgesagt (cancelled)                                      |
| ohne     | keine WM-Teilnahme |                                                                  |
| sonstige | P/fett             | Pole-Position                                                    |
| sonstige | 1/2/3/4/5/6/7/8    | Punktplatzierung im Sprint-/Qualifikationsrennen                 |
| sonstige | SR/kursiv          | Schnellste Rennrunde                                             |
| sonstige | *                  | nicht im Ziel, aufgrund der zurückgelegten Distanz aber gewertet |
| sonstige | ()                 | Streichresultate                                                 |
| sonstige | unterstrichen      | Führender in der Gesamtwertung                                   |

Anmerkungen
1. ↑  Kein Rennen in der 125-cm³-Klasse
2. 1 2  Kein Rennen in der Moto3-Klasse

Rekorde in der Motorrad-Weltmeisterschaft
- Moto3-Klasse
  - meiste Podestplätze in einer Saison: 15 (2013) 1
  - meiste Podestplätze in Folge: 10 (2013)

Anmerkungen:

## Verweise